# Egypte op de Olympische Zomerspelen 1960
Egypte, dat destijds uitkwam onder de naam Verenigde Arabische Republiek (VAR), nam deel aan de Olympische Zomerspelen 1960 in Rome, Italië. De VAR was een kortstondige federatie van Egypte en Syrië die duurde van 1958 tot 1961. Het IOC kent de resultaten van dat land toe aan Egypte.

## Medailleoverzicht
| Sport     | Olympiër              | Discipline               | Medaille |
| --------- | --------------------- | ------------------------ | -------- |
| Worstelen | Osman Sayed           | –52kg Grieks-Romeins (m) | Zilver   |
| Boksen    | Abdel Moneim El Gindy | –51kg (m)                | Brons    |

## Deelnemers en resultaten

### Atletiek
| Olympiër                   | Discipline      | Resultaat | Prestatie                            |
| -------------------------- | --------------- | --------- | ------------------------------------ |
| Moustafa Abdel Kader       | 100m (m)        | 47e       | serie 9: 6de in 11,2                 |
| Mahmoud Atter Abdel Fattah | verspringen (m) | 37e       | kwalificatie groep A: 12de met 6,94m |

### Boksen
| Olympiër              | Discipline  | Resultaat | Prestatie |
| --------------------- | ----------- | --------- | --- |
| Abdel Moneim El-Gindy | -51kg (m)   | Brons     | 1ste ronde: vrij 2de ronde: W van LUX Rausch 3de ronde: W van ITA Curcetti kwartfinale: W van USA Barrera: 4-1 halve finale: V van HUN Török: 1-4 |
| Salah Shokweir        | -60kg (m)   | 5e        | 1ste ronde: vrij 2de ronde: W van AUT Grumser 3de ronde: W van MEX Hernandez kwartfinale: V van POL Paździor                                      |
| Sayed El-Nahas        | -63,5kg (m) | 5e        | 1ste ronde: vrij 2de ronde: W van SUD Rizgalla 3de ronde: W van RHS van Staden kwartfinale: V van USA Daniels                                     |
| Moussa El-Gelidi      | -75kg (m)   | 5e        | 1ste ronde: W van GER Radzik 2de ronde: V van ITA Napoleoni                                                                                       |

### Gewichtheffen
| Olympiër                | Discipline  | Resultaat | Prestatie                                                                               |
| ----------------------- | ----------- | --------- | --------------------------------------------------------------------------------------- |
| Hosni Abbas             | -60kg (m)   | 6e        | drukken: 6de met 102,5kg trekken: 10de met 97,5kg stoten: 2de met 140kg totaal: 340kg   |
| Moustafa El-Shalakani   | -60kg (m)   | 10e       | drukken: 17de met 90kg trekken: 13de met 95kg stoten: 7de met 132,5kg totaal: 317,5kg   |
| Fawzi Rasmy             | -67,5kg (m) | 12e       | drukken: 4de met 115kg trekken: 17de met 102,5kg stoten: 13de met 135kg totaal: 352,5kg |
| Amer El-Hanafi          | -75kg (m)   | 6e        | drukken: 6de met 120kg trekken: 12de met 110kg stoten: 6de met 152,5kg totaal: 382,5kg  |
| Abdel Khadr El-Touni    | -75kg (m)   | DNF       | drukken: 6de met 120kg trekken: geen geldige poging                                     |
| Mohamed Ali Abdel Kerim | -82,5kg (m) | DNF       | drukken: 16de met 115kg trekken: geen geldige poging                                    |
| Mohamed Mahmoud Ibrahim | +90kg (m)   | 4e        | drukken: 9de met 140kg trekken: 5de met 137,5kg stoten: 4de met 177,5kg totaal: 455kg   |

### Paardensport
| Olympiër                                  | Discipline     | Resultaat      | Prestatie                                                                                          |
| Springconcours                            | Springconcours | Springconcours | Springconcours                                                                                     |
| ----------------------------------------- | -------------- | -------------- | -------------------------------------------------------------------------------------------------- |
| Elwi Gazi                                 | individueel    | DNF            | 1ste ronde: 26ste met 23,75 strafpunten 2de ronde: niet gefinisht                                  |
| Gamal Haress                              | individueel    | 28e            | 1ste ronde: 19de met 20 strafpunten 2de ronde: 31ste met 32 strafpunten totaal: 52 strafpunten     |
| Mohamed Selim Zaki                        | individueel    | 26e            | 1ste ronde: 10de met 16 strafpunten 2de ronde: 31ste met 32 strafpunten totaal: 58 strafpunten     |
| Elwi Gazi Gamal Haress Mohamed Selim Zaki | team           | 4e             | 1ste ronde: 4de met 67,50 strafpunten 2de ronde: 6de met 68 strafpunten totaal: 135,50 strafpunten |

### Roeien
| Olympiër | Discipline | Resultaat | Prestatie                                            |
| --- | ---------- | --------- | ---------------------------------------------------- |
| Abdallah Gazi Abdel Sattar Abdel Hadj Mohamed Abdel Sami Abdel Fattah Abou-Shanab Taha Hassouba Saleh Ibrahim Ibrahim Mahmoud Abdel Mohsen Saad Abbas Khamis | acht (m)   | 11e       | serie 1: 3de in 6.22,06 herkansingen: 3de in 6.41,26 |

### Schermen
| Olympiër | Discipline      | Resultaat | Prestatie                                                                              |
| --- | --------------- | --------- | -------------------------------------------------------------------------------------- |
| Mohamed Gamil El-Kalyoubi | floret (m)      | 70e       | 1ste ronde groep 11: 6de met 1 overwinning                                             |
| Ahmed El-Hamy El-Husseini | floret (m)      | 49e       | 1ste ronde groep 1: 5de met 2 overwinningen                                            |
| Moustafa Soheim | floret (m)      | 50e       | 1ste ronde groep 2: 5de met 2 overwinningen                                            |
| Farid El-Ashmawi Moustafa Soheim Mohamed Gamil El-Kalyoubi Ahmed El-Hamy El-Husseini Sameh Abdel Rahman Ahmed Zein El-Abidin | floret team (m) | 9e        | 1ste ronde groep 2: 2de met 0 overwinningen 2de ronde groep 3: 2de met 0 overwinningen |

### Schietsport
| Olympiër          | Discipline              | Resultaat    | Prestatie                                                   |
| ----------------- | ----------------------- | ------------ | ----------------------------------------------------------- |
| Ali El-Kashef     | 25m snelvuurpistool (m) | 45e          | 550 punten                                                  |
| Hussam El-Badrawi | trap (m)                | 12e          | kwalificatie: 4de met 94 punten finale: 12de met 181 punten |
| Hassan Moaffi     | trap (m)                | kwalificatie |                                                             |

### Schoonspringen
| Olympiër           | Discipline    | Resultaat | Prestatie                         |
| ------------------ | ------------- | --------- | --------------------------------- |
| Ahmed Moharran     | 3m plank (m)  | 28e       | voorronde: 28ste met 42,98 punten |
| Ali Mohamed Muheeb | 3m plank (m)  | 32e       | voorronde: 32ste met 35,79 punten |
| Moustafa Hassan    | 10m toren (m) | 25e       | voorronde: 25ste met 43,82 punten |
| Ahmed Moharran     | 10m toren (m) | 24e       | voorronde: 24ste met 45,10 punten |

### Turnen
| Olympiër                                                                                        | Discipline               | Resultaat | Prestatie     |
| ----------------------------------------------------------------------------------------------- | ------------------------ | --------- | ------------- |
| Ismail Abdallah                                                                                 | meerkamp individueel (m) | 86e       | 104,90 punten |
| Ahmed Issam Allam                                                                               | meerkamp individueel (m) | 110e      | 98,70 punten  |
| Ahmed Dakkeli                                                                                   | meerkamp individueel (m) | 96e       | 103,15 punten |
| Selim El-Sayed                                                                                  | meerkamp individueel (m) | 109e      | 98,75 punten  |
| Ahmed Goneim                                                                                    | meerkamp individueel (m) | 89e       | 104,50 punten |
| Abdel Vares Sharraf                                                                             | meerkamp individueel (m) | 101e      | 101,50 punten |
| Ismail Abdallah Ahmed Issam Allam Ahmed Dakkeli Selim El-Sayed Ahmed Goneim Abdel Vares Sharraf | meerkamp team (m)        | 15e       | 518,65 punten |

### Voetbal
| Olympiër | Discipline | Resultaat | Prestatie                                                                   |
| --- | ---------- | --------- | --------------------------------------------------------------------------- |
| Raafat Attia Ali Badawi Amin El-Esnawi Rifaat El-Fanagily Mahmoud El-Gohary Alaa El-Hamouly Mimi El-Sherbini Adel Hekal Morsi Hussei Fathi Ali Khorshid Samir Qotb Nabil Nosair Abdou Noshi Mohamed Rifai Saleh Selim Abdou Selim Yaken Zaki | mannen     | 12e       | groep A: 3de V van Joegoslavië: 1-6 V van Bulgarije: 2-2 G van Turkije: 3-3 |

| Groep A |                               |             |             |             |             |            |            |            |        |
| #       | Land                          | Wedstrijden | Wedstrijden | Wedstrijden | Wedstrijden | Doelpunten | Doelpunten | Doelpunten | Punten |
| #       | Land                          | G           | W           | G           | V           | V          | T          | Saldo      | Punten |
| 1       | Joegoslavië                   | 3           | 2           | 1           | 0           | 13         | 4          | +9         | 5      |
| 2       | Bulgarije                     | 3           | 2           | 1           | 0           | 8          | 3          | +5         | 5      |
| 3       | Verenigde Arabische Republiek | 3           | 0           | 1           | 2           | 4          | 11         | -7         | 1      |
| 4       | Turkije                       | 3           | 0           | 1           | 2           | 3          | 10         | -7         | 1      |

| Ronde       | Datum    | Plaats                        | Land | Score                         | Land |
| ----------- | -------- | ----------------------------- | ---- | ----------------------------- | ---- |
| Groepsfase  |          |                               |      |                               |      |
| 26 augustus | Pescara  | Joegoslavië                   | 6-1  | Verenigde Arabische Republiek |      |
| 29 augustus | L'Aquila | Bulgarije                     | 2-0  | Verenigde Arabische Republiek |      |
| 1 september | Livorno  | Verenigde Arabische Republiek | 3-3  | Turkije                       |      |

### Waterpolo
| Olympiër | Discipline | Resultaat | Prestatie                                                           |
| --- | ---------- | --------- | ------------------------------------------------------------------- |
| Abdel Aziz Khalifa Amin Abdel Rahman Ibrahim Abdel Rahman Mohamed Azmi Moustafa Bakri Moukhtar Hussain El-Gamal Gamal El-Nazer Dorri Abdel Kader Abdel Aziz El-Shafei Mohamed Abdel Hafiz | mannen     | 9e        | groep A: 3de G van Japan: 3-3 V van Roemenië: 0-5 V van Italië: 4-9 |

| Groep A |                               |             |             |             |             |        |        |        |        |
| #       | Land                          | Wedstrijden | Wedstrijden | Wedstrijden | Wedstrijden | Punten | Punten | Punten | Punten |
| #       | Land                          | G           | W           | G           | V           | V      | T      | Saldo  | Punten |
| 1       | Italië                        | 3           | 3           | 0           | 0           | 21     | 8      | +13    | 6      |
| 2       | Roemenië                      | 3           | 2           | 0           | 1           | 12     | 5      | +7     | 4      |
| 3       | Verenigde Arabische Republiek | 3           | 0           | 1           | 2           | 7      | 17     | -10    | 1      |
| 4       | Japan                         | 3           | 0           | 1           | 2           | 5      | 15     | -10    | 1      |

| Ronde       | Datum | Plaats   | Land | Score                         | Land |
| ----------- | ----- | -------- | ---- | ----------------------------- | ---- |
| Groepsfase  |       |          |      |                               |      |
| 25 augustus | Rome  | Japan    | 3-3  | Verenigde Arabische Republiek |      |
| 26 augustus | Rome  | Roemenië | 5-0  | Verenigde Arabische Republiek |      |
| 27 augustus | Rome  | Italië   | 9-4  | Verenigde Arabische Republiek |      |

### Worstelen
| Olympiër               | Discipline     | Resultaat      | Prestatie |
| Grieks-Romeins         | Grieks-Romeins | Grieks-Romeins | Grieks-Romeins |
| ---------------------- | -------------- | -------------- | --- |
| Osman El-Sayed         | -52kg (m)      | Zilver         | 1ste ronde: W van DEN Jensen 2de ronde: W van IRI Paziraie 3de ronde: vrij 4de ronde: V van URS Kochergin finale: W van JPN Hirata |
| Kamel Ali El-Sayed     | -57kg (m)      | 17e            | 1ste ronde: V van TUR Yilmaz 2de ronde: V van JPN Ichiguchi                                                                        |
| Moustafa Hamil Mansour | -62kg (m)      | 9e             | 1ste ronde: W van BUL Penev 2de ronde: W van AUS Cacas 3de ronde: V van TCH Toth 4de ronde: V van TUR Sille                        |
| Ben Ali                | -73kg (m)      | 12e            | 1ste ronde: W van MAR Azoulay 2de ronde: G van SWE Nyström 3de ronde: V van AUT Berger                                             |

Afghanistan · Argentinië · Australië · Bahama's · België · Bermuda · Birma · Brazilië · Brits-Guiana · Bulgarije · Canada · Ceylon · Chili · Colombia · Cuba · Denemarken · Duits eenheidsteam · Ethiopië · Fiji · Filipijnen · Finland · Frankrijk · Ghana · Griekenland · Groot-Brittannië · Haïti · Hongarije · Hongkong · Ierland · IJsland · India · Indonesië · Irak · Iran · Israël · Italië · Japan · Joegoslavië · Kenia · Libanon · Liberia · Liechtenstein · Luxemburg · Malakka · Malta · Marokko · Mexico · Monaco · Nederland · Nederlandse Antillen · Nieuw-Zeeland · Nigeria · Noorwegen · Oeganda · Oostenrijk · Pakistan · Panama · Peru · Polen · Portugal · Puerto Rico · Roemenië · San Marino · Singapore · Soedan · Sovjet-Unie · Spanje · Suriname · Taiwan · Thailand · Tsjecho-Slowakije · Tunesië · Turkije · Uruguay · Venezuela · Verenigde Arabische Republiek · Verenigde Staten · Vietnam · West-Indische Federatie · Zuid-Afrika · Zuid-Korea · Zuid-Rhodesië · Zweden · Zwitserland